# Pfadi Aargau
Die Pfadi Aargau bildet einen Kantonalverband der Pfadibewegung Schweiz (PBS). Sie umfasst die Korps und Abteilungen im Schweizer Kanton Aargau. Die Pfadi Aargau fördert die Pfadfinderbewegung im Kanton Aargau, ihre Zielsetzungen entsprechen denjenigen der  Pfadibewegung Schweiz.

## Geschichte
Die Anfänge der Pfadfinderbewegung im Aargau gehen auf das Jahr 1916 zurück. Vier Jahre nach der Gründung des Schweizerischen Pfadfinderbundes 1912 wurden sowohl in Baden als auch in Aarau Pfadfindergruppen ins Leben gerufen, die ihre Aktivitäten jedoch nach einigen Jahren wieder einstellten. Den Anstoß zu einer nachhaltigen Entwicklung gab die Gründung der Abteilung „Adler Aarau“ im Jahr 1919, der bald Abteilungen in Zofingen, Schafisheim, später auch Baden, Rymenzburg und Schöftland folgten. Am 13. März 1920 erfolgte die Gründung des Kantonalverbandes, der vor allem eine gemeinsame Leiterausbildung, die Vertretung in der Öffentlichkeit und die Förderung der Pfadfinderbewegung im ganzen Kanton zum Ziel hatte.
Gegen Ende der zwanziger Jahre wurden örtlich Rovergruppen gegründet und Mitte der dreißiger Jahre entstanden auch Gruppen für jüngere Kinder, die so genannten Wölfe. Seit dem Jahre 1978 gibt es in der Region Baden eine Pfadfinder-Trotz-Allem-Abteilung. Im Laufe der siebziger Jahre entwickelte sich in einzelnen Abteilungen und später auch auf kantonaler Ebene eine immer engere Zusammenarbeit mit den Pfadfinderinnen. Zusammenlegungen erfolgten zuerst auf Abteilungs-, dann im Jahre 1987 auf Bundesebene und schließlich am 14. Januar 1989 zwischen den beiden Aargauer Kantonalverbänden (Jungen und Mädchen). Die Pfadi Aargau in ihrer heutigen Form war entstanden.

## Verbandsstruktur
Die Kantonalleitung ist für den operativen Betrieb zuständig und besteht aus zehn Personen. Diese leiten oder betreuen folgende kantonale Teams:
- BiPa – Biberstufenteam
- Wudu – Wolfsstufenteam
- PST – Pfadistufenteam
- PioLetti – Piostufenteam
- Staar – Roverstufenteam
- AKUT – Ausbildungsequipe
- Infoteam – Team für interne und externe Kommunikation
- Webteam – IT-Support
- Main – Team Prävention
- Topf – Team offni Pfadi
- Betreuung – Betreuungs- und Coachingverantwortlicher
- Wasserzunft – Wissen und Material für Aktivitäten im und auf dem Wasser

Der achtköpfige Vorstand widmet sich der strategischen Steuerung des Verbandes. Beim Vorstand sind unter anderem die Ressorts Finanzen, Rechtliches, Krisenteam und Politik angesiedelt. Die Pfadi Aargau verfügt ausserdem über ein Sekretariat, das die kantonalen Teams in administrativen Belangen unterstützt.

## Pfadiabteilungen im Aargau
Heute hat sich die Pfadi Aargau zu einem ansehnlichen Verband entwickelt. Mit 27 Abteilungen (siehe Liste) und über 2700 Mitgliedern zählt sie zu den bedeutenderen Verbänden innerhalb der Pfadibewegung Schweiz.
| Abteilungen der Pfadi Aargau |                                      |                      |                      |
| Adler Aarau                  | Alpha Centauri Mutschellen und Jonen | Baregg Baden         | Barracuda Wildegg    |
| Big Horn Lengnau             | Blaustein Gränichen                  | Burghorn Wettingen   | Erdmännli Wallbach   |
| Gofers Lenzburg              | Hochwacht Baden                      | Nussbaumen St. Peter | Pfadi Brugg          |
| Pfadi Hallwyl                | Pfadi Schöftle                       | Pfadi Sins           | Pfadi Wohle          |
| Pfadi Zofige                 | PTA Baden Baregg                     | Riko Spreitenbach    | Rohrdorf Heitersberg |
| Rohrdorf Sodales             | Rymenzburg Korps                     | Rymenzburg Kulm      | Rymenzburg Wyna      |
| St. Georg Aarau              | St. Georg Safenwil                   | Thierstein Stein AG  | Pfasyl               |

Stand: 2023